# Hakea oleifolia
Hakea oleifolia (лат.) — кустарник или дерево, вид рода Хакея (Hakea) семейства Протейные (Proteaceae). Эндемик области вдоль южного побережья округов Юго-Западный и Большой Южный в Западной Австралии. Цветёт с августа по октябрь.

## Ботаническое описание

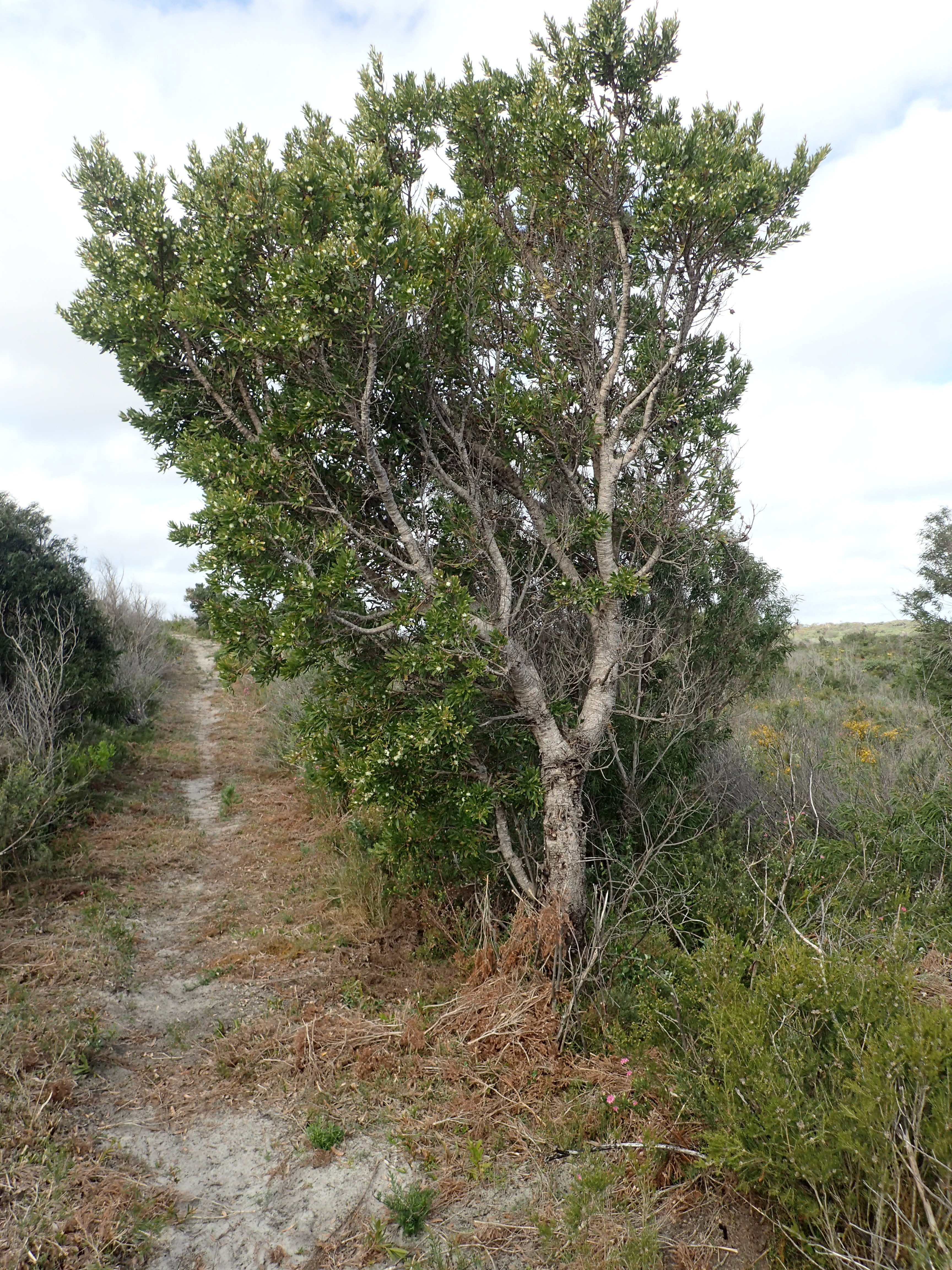
Общий вид H. oleifolia.

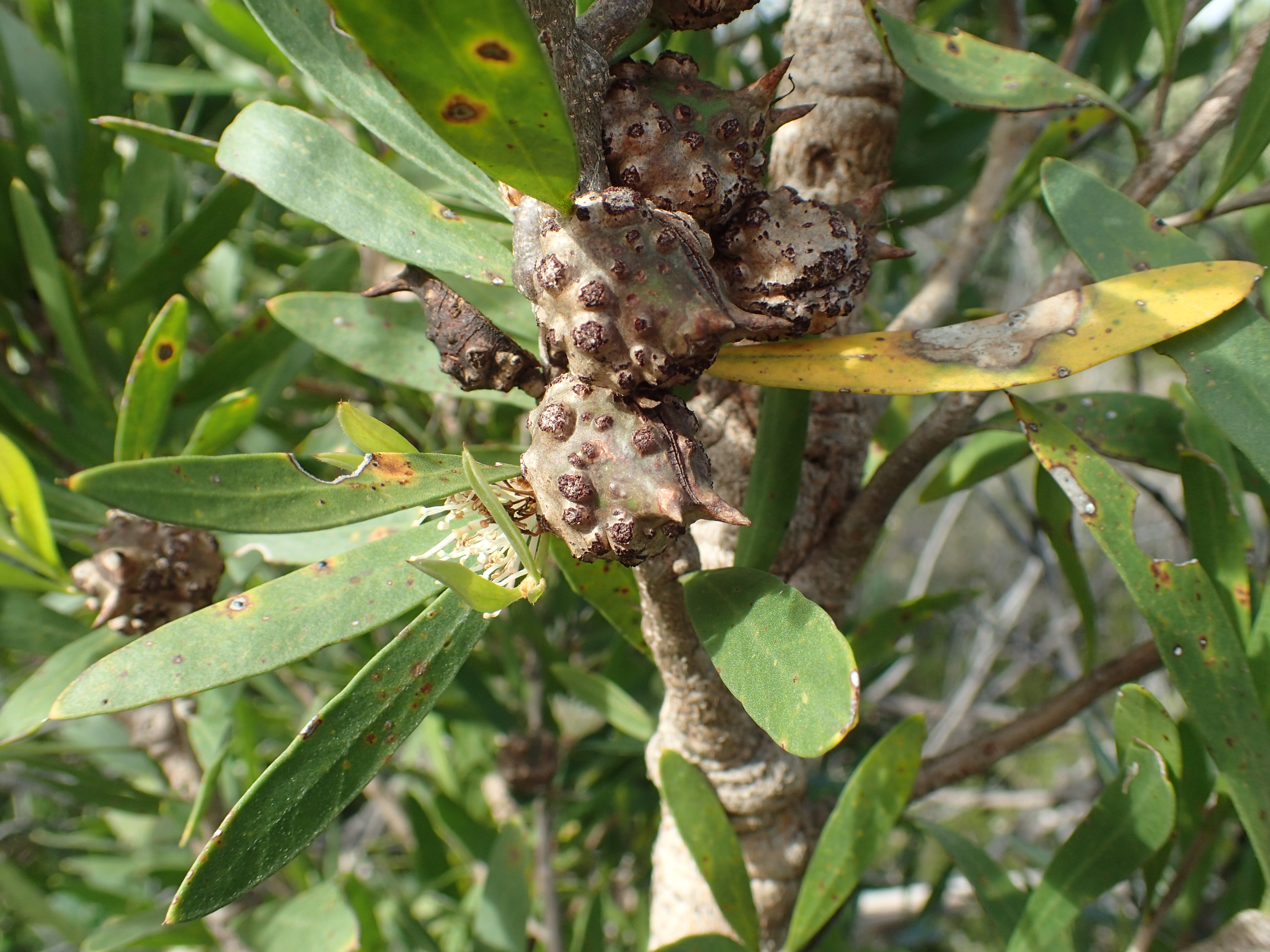
Плоды H. oleifolia.

Hakea oleifolia — прямой округлый кустарник или дерево высотой от 2 до 10 м. Цветёт с августа по октябрь и даёт очень сладкие душистые белые крупные цветки на коротких кистях в пазухах листьев. Соцветие может содержать до 28 эффектных цветов. Листья имеют эллиптическую оливковидную форму длиной 3–9 см, шириной 0,5–2,5 см, с гладкими или редкими зубцами. Плоды яйцевидной формы представляют собой роговые древесные капсулы длиной 2–3 см, шириной 1–2 см и сужающиеся к двум выступающим рогам.

## Таксономия
Вид Hakea oleifolia был впервые официально описан шотландским ботаником Робертом Броуном в 1810 году в Transactions of the Linnean Society of London. Видовой эпитет — из рода Olea (олива) и латинского слова folium, означающих «лист», относящийся к сходству листа с листом оливкового дерева (т.е. «оливковидная»).

## Распространение и местообитание
H. oleifolia произрастает на влажной юго-западной оконечности Западной Австралии от Басселтона до залива Бремер. Подлесковое растение, произрастающее в лесных и прибрежных районах, которое противостоит солёным ветрам на глинистых, песчаных, суглинковых и гравийных почвах. Морозоустойчивый вид, требующий хорошо дренированного участка.

## Охранный статус
Вид Hakea obliqua классифицируется как «не угрожаемый» Департаментом парков и дикой природы правительства Западной Австралии.